# Paradero La Sirenita
La Sirenita es un paradero del ferrocarril ubicada en la localidad de Artificio, comuna de La Calera, en la región de Valparaíso de Chile. Inaugurado en 2023, es parte del servicio Autocarril La Calera-Artificio.

## Historia
La vía de ferrocarril entre La Calera y La Ligua fue inaugurada en 1897. Desde entonces, esta zona no contó con ningún tipo de detención para el ferrocarril.
El 6 de diciembre de 2022 entró en operaciones el Autocarril La Calera-Artificio, un servicio de pasajeros habilitado por la Municipalidad de La Calera y Ferronor que une a los habitantes de la localidad de La Calera y su estación con La Sirenita. Si bien estaba operativa desde marzo, es en abril de 2023 cuando se inaugura este paradero que se transforma en el nuevo terminal del servicio.

## Infraestructura
El paradero es una garita con asiento, basurero y tablero para información municipal. 